# Stoke-by-Nayland
Stoke-by-Nayland è un villaggio con status di parrocchia civile dell'Inghilterra sud-orientale, facente parte della contea del Suffolk e del distretto di Babergh e situato nella valle del fiume Box (affluente dello Stour). Conta una popolazione di circa 650 abitanti.

## Geografia fisica
Stoke-by-Nayland si trova nella parte settentrionale della Dedham Vale, a nord-ovest di East Bergholt e tra i villaggi di Nayland e Stratford St. Mary (rispettivamente a nord-est del primo e a nord-ovest del secondo).

## Storia
Nel X secolo fu fondata una chiesa in loco da Alfgar, conte dell'Essex.
Il villaggio è citato nel Domesday Book (1086) come possedimento di Swein dell'Essex.

## Monumenti e luoghi d'interesse

### Architetture religiose
Principale edificio religioso di Stoke-by-Nayland è la chiesa di Santa Maria, realizzata tra il XIV e il XV secolo, probabilmente nel luogo dove sorgeva la chiesa sassone fondata dal conte Alfar.

### Architetture civili
Il villaggio si caratterizza per la presenza di vari edifici a graticcio del XV-XV secolo.

## Società

### Evoluzione demografica
Nel 2018, la popolazione della parrocchia civile di Stoke-by-Nayland era stimata in 640 abitanti.
La località ha conosciuto un decremento demografico rispetto al 2011, quando la popolazione censita era pari 682 unità, e al 2001, quando la popolazione censita era pari a 703 unità.

## Cultura
- Il villaggio, in particolare la chiesa, compare in vari dipinti di John Constable[1][6].